# Piotrek trzynastego
Piotrek trzynastego – polska czarna komedia z 2009 roku będąca parodią amerykańskich horrorów.

## Fabuła
Film, będący parodią słynnego, amerykańskiego horroru, opowiada historię młodzieży, która wyjeżdża do chatki nad jeziorem i wkrótce odkrywa straszną tajemnicę związaną z opuszczonym miejscem. Bohaterowie powoli zaczynają ginąć w straszliwych okolicznościach.

## Obsada
- Piotr Matwiejczyk
- Weronika Rosati
- Dominik Matwiejczyk
- Mirosław Baka − kierowca samochodu terenowego
- Wojciech Mecwaldowski − „Jeleń"